# Yukta Mookhey
Yukta Inderlal Mookhey (Mumbai, 7 ottobre 1979) è una modella e attrice indiana, vincitrice del concorso di bellezza Miss Mondo 1999.

## Biografia
Ex Femina Miss India World 1999, Yukta Mookhey è stata incoronata quarantanovesima Miss Mondo il 4 dicembre 1999 presso l'Olympia Hall di Londra, nel Regno Unito, ricevendo la corona dalla Miss Mondo uscente, la israeliana Linor Abargil. È la quarta Miss Mondo indiana, dopo Reita Faria (1966), Aishwarya Rai (1994) e Diana Hayden (1997).
Dal 2001 ad oggi è comparsa in numerose produzioni cinematografiche indiane come Poovellam Un Vasam (2001), Pyaasa (2002), Love In Japan (2006), Katputtli (2006, Kab Kahaba Tu I Love You (2007) e Memsahab - Lost In A Mirage 2008).